# Габријел Паулиста
Габријел Армандо де Ареу (рођен 26. новембра 1990), познатији као Габријел Паулиста, је бразилски фудбалер који наступа за фудбалски клуб Бешикташ, као централни дефанзивац. Каријеру је започео у Виторији 2010. године. Опробао се и у шпанској првој лиги, прешавши у фудбалски клуб Виљареал 2013. године. Две године касније одлази у Енглеску где наступа за лондонски Арсенал. У шпанску прву лигу се враћа две године касније као играч фудбалског клуба Валенсија.

## Клупска каријера

### Виторија
Рођен је у Сао Паулу, и 2010 се придружио тиму Виторије након пропалих преговора са фудбалским клубом Сантос и Гремиом. Дебитовао је 7. марта 2010, у утакмици лиге бразилске државе Бахиа. То је био његов једини наступ те сезоне у којој је Виторија освојила титулу Бахије. Свој деби у првој бразилској лиги имао је 15. маја у утакмици против Фламенга која је завршена резултатом 1:1. У августу 2010. је играо као десни бек у обе утакмице финала купа Бразила против Сантоса. Финале је завршено укупним резултатом 3:2 за Сантос. У последњој утакмици сезоне, 5. децембра Габријел је искључен због фаула над Анаилсоном. Утакмица је завршена без голова.
У први тим се пробио крајем 2011. и у следећој години је имао огромну улогу у тиму. У септембру 2012. је продужио уговор са Виторијом до 2016. године.
Године 2013. је проглашен најбољим дефанзивцем лиге Бахије. Свој једини гол у државном првенству постигао је у првој утакмици сезоне 2013. против Интернасионала.

### Виљареал
У августу 2013. Габријел је потписао петогодишњи уговор са екипом Виљареал. Деби за Виљареал је забележио у утакмици против Атлетико Мадрида, 10. новембра исте године. У првој сезони у Шпанији, Габријел је забележио 18 наступа. Пошто је „Жута подморница“ завршила на 6. месту у шпанском првенству, обезбедили су пласман у Лигу Европе. У Лиги Европе, дебитовао је 21. августа 2014, у победи над Астаном, разултатом 3:0. Захваљујући повреди Матеа Мусакиа постао је стартер у сезони 2014/15. Он и Виктор Руиз су чинили јак штоперски тандем Виљареала који је за 19 утакмица допустио свега 17 голова.

### Арсенал
26. јануара 2015. очекивао се трансфер Габријела у Арсенал за 11, 3 милиона фунти. То се десило два дана касније с тим што је из Арсенала у Виљареал на позајмицу послат Џоел Кембел. Деби за Арсенал имао је у утакмици против Мидлсброа у петој рунди ФА купа. Утакмица је окончана резултатом 2:0 за "топџије". Деби у премијер лиги забележио је 6 дана касније у победи над екипом Кристал Паласа резултатом 2:1, заменивши Алексиса Санчеза у последњем минуту утакмице. Свој први старт у премијер лиги имао је у победи Арсенала против екипе Евертона 1. марта, резултатом 2:0. Био је измена у финалу ФА купа 30. маја када је Арсенал савладао екипу Астон Виле на стадиону „Вембли“, резултатом 4:0. 19. септембра 2015. године, Габријел је искључен из утакмице против Челсија, због сукоба са противничким центарфором, Дијегом Костом. Габријел је суспендован на 3 утакмице, али касније је казна ипак промењена на једну утакмицу суспензије и новчану казну од десет хиљада фунти. 28. децембра 2015. године, Габријел је постигао свој први гол у европском фудбалу након корнера који је извео Месут Озил. То је био први гол у победи над екипом Борнмута, резултатом 2:0.

### Валенсија
18. августа 2017. године, Габријел се враћа у Шпанију потписавши петогодишњи уговор са Валенсијом. За Валенсију је дебитовао 9. септембра 2017. године у утакмици против Атлетика из Мадрида, која је завршена без голова.

### Атлетико Мадрид
Дана 31. јануара 2024. године Паулиста је као слободан играч потписао уговор са Атлетико Мадридом до краја такмичарске сезоне.

## Репрезентативна каријера
20. марта 2015. године, Габријел је позван у репрезентацију Бразила, како би заменио повређеног Давида Луиза у пријатељским утакмицама са Француском и Чилеом. Међутим није заиграо ни на једној од те две утакмице.

## Трофеји

### Виторија
- Лига Бајано (2) : 2010, 2013.

### Арсенал
- ФА куп (2) : 2014/15, 2016/17.
- ФА Комјунити шилд (1) : 2015.

### Валенсија
- Куп Шпаније (1) : 2018/19.

### Бешикташ
- Суперкуп Турске (1) : 2024.

### Индивидуална признања
- Најбољи централни дефанзивац Лиге Бајано (2) : 2012, 2013.